# Parafia św. Mateusza w Ligowie
Parafia pw. św. Mateusza w Ligowie – parafia należąca do dekanatu tłuchowskiego, diecezji płockiej, metropolii warszawskiej. Odpust parafialny związany z patronem parafii obchodzony jest w 1. niedzielę po 21 września, a z tytułem kościoła 25 marca – uroczystość Zwiastowania Pańskiego.

## Historia

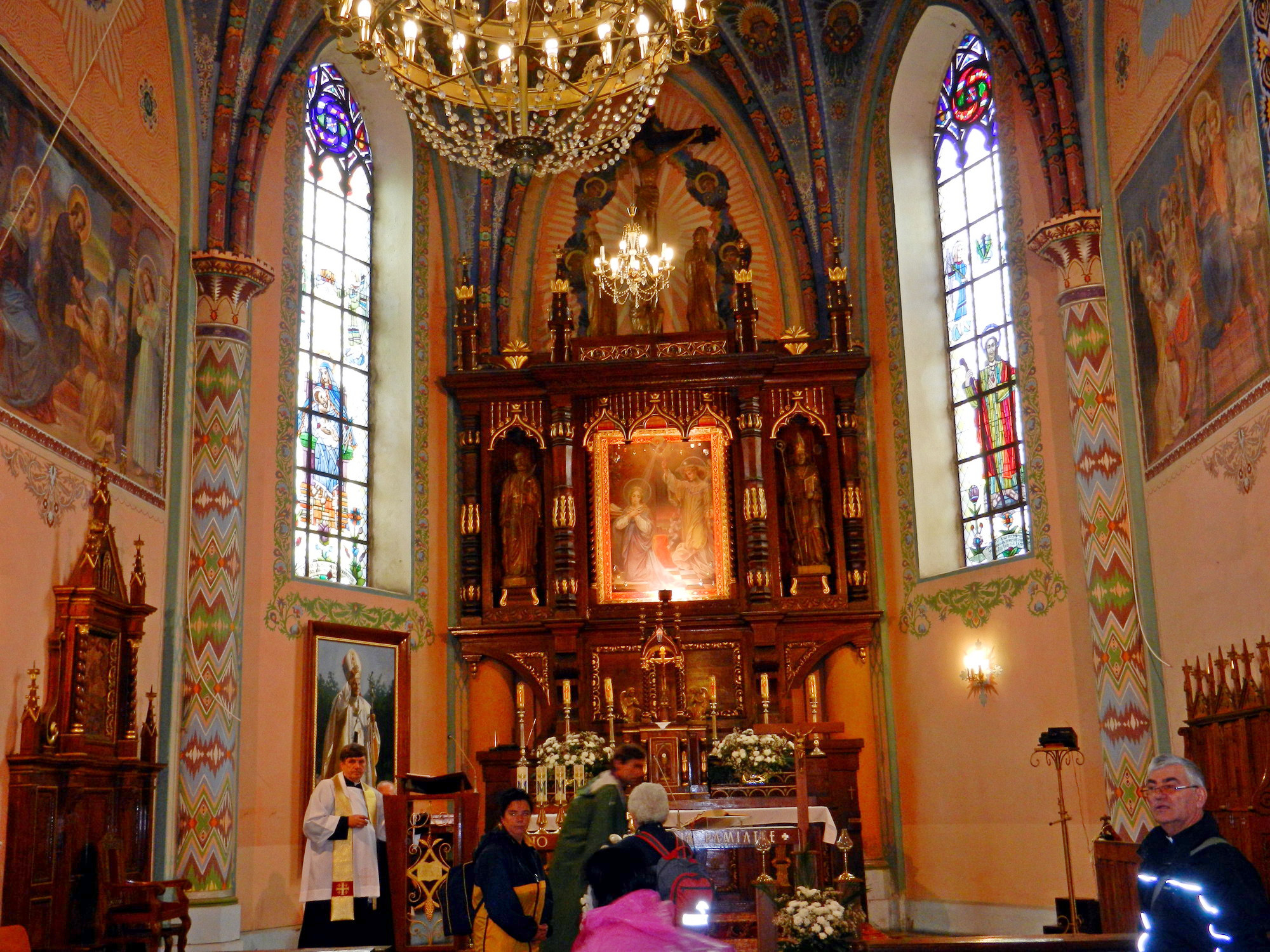
Ołtarz w kościele

Parafia erygowana została 22 września 1388 r. przez bpa Ścibora z fundacji Trojana i Stanisława z Ligowa oraz ich krewnych z Mysłakowa. Ponowny dokument erekcyjny wydano w 1473 r. Z wizytacji w 1609 r. wiadomo, że kościół był drewniany, pod wezwaniem św. Mateusza, konsekrowany, że posiadał trzy ołtarze i malowane prezbiterium. W 1724 r. wzniesiono nowy, także drewniany, który wielokrotnie remontowano.
Na miejscu kolejnych kościołów drewnianych rozpoczęto w 1906 r., staraniem ks. Józefa Orłowskiego, budowę obecnej murowanej, neogotyckiej świątyni. Budowę ukończono w 1913 r. 10 października tegoż roku konsekrował ją bp Antoni Julian Nowowiejski. Świątynia jest pod wezwaniem Zwiastowania Najświętszej Maryi Panny. Ołtarz główny pochodzi z lat 50. XX wieku. Jego styl nawiązuje do neobaroku z elementami klasycznymi. W polu głównym znajduje się obraz NMP zasłaniany płótnem z wizerunkiem św. Mateusza. Obraz NMP został ufundowany przez biskupa kieleckiego Czesława Kaczmarka, pochodzącego z tej parafii. Dwa ołtarze boczne pochodzą z poprzedniego kościoła. Datowane są na XVIII stulecie. Lewy poświęcony Sercu Pana Jezusa, prawy z obrazem Matki Boskiej Częstochowskiej. Poza tym znajdziemy w kościele kilka zabytkowych przedmiotów z XVII i XVIII wieku, głównie naczyń i szat liturgicznych. Na ścianach świątyni dostrzeżemy polichromię z 1930 roku znanego artysty Władysława Drapiewskiego odwołującą się do dziejów Rzymskokatolickiego Kościoła w Polsce. W 1953 r. ufundowano osiem witraży, a w 1949 r. sprawiono 17-głosowe organy, które wykonała spółka Biernackiego, działająca w Warszawie i Krakowie. W 2014 r. miał miejsce ich kapitalny remont. 
W 2011 roku, staraniem księdza proboszcza Andrzeja Zembrzuskiego, do kościoła parafialnego ufundowany został obraz św. Jana Pawła II. Wizerunek ten został umieszczony w prezbiterium świątyni, po lewej stronie głównego ołtarza. 2 kwietnia 2011 roku został on uroczyście odsłonięty i poświęcony przez bpa Romana Marcinkowskiego podczas okolicznościowego apelu, upamiętniającego VI rocznicę śmierci papieża Polaka. W 2013 r. wspólnota parafialna obchodziła rok jubileuszowy: 625-lecia erygowania parafii i 100-lecia konsekracji kościoła. Z tej okazji został ufundowany obraz bł. Płockich Biskupów Męczenników: abpa A.J. Nowowiejskiego (konsekratora świątyni) i bpa L. Wetmańskiego. Obraz został poświęcony przez bpa R. Marcinkowskiego z Płocka w dniu jubileuszu 100-lecia konsekracji kościoła, 20 października 2013 r. i zawisł w prezbiterium obok głównego ołtarza podobnie jak obraz św. Jana Pawła II. Tego dnia wspólnota parafialna została zawierzona Matce Bożej poprzez złożenie Aktu Zawierzenia po peregrynacji kopii Obrazu Zwiastowania M.B. z głównego ołtarza, który w roku jubileuszowym odwiedzał rodziny parafii.

## Proboszczowie
- ks. kan. Andrzej Zembrzuski (2009–2025)
- ks. kan. dr Marcin Sadowski (od 2025)

## Znani duchowni związani z parafią
- ks. bp Czesław Kaczmarek – biskup kielecki